# 美しき人生
「美しき人生」（原題 : What is Life）は、ジョージ・ハリスンの楽曲である。1970年にシングル盤『マイ・スウィート・ロード』のB面曲として発売された後、スタジオ・アルバム『オール・シングス・マスト・パス』に収録された。アメリカでは同作からの第2弾シングルとしてB面に「アップル・スクラッフス」を収録して1971年2月に発売された。ハリスンが短期間で一気に書き上げた楽曲で、当初はビリー・プレストンに提供される予定だった。
1972年にオリビア・ニュートン＝ジョンによってカバーされ、全英シングルチャートで最高位16位を獲得した。

## レコーディング
本作のレコーディングは、1970年5月下旬にEMIレコーディング・スタジオで開始され、同スタジオでから6月上旬まで作業が行われた。当時ハリスンはアルバム『オール・シングス・マスト・パス』の制作を行っていたが、当時のEMIレコーディング・スタジオでは4トラック・レコーダーしか設置されていなかったことから制作が難航していた。その後8月下旬にトライデント・スタジオへ移り、9月までオーバー・ダビングが行われた。ケン・スコットがレコーディング・エンジニアとして携わっていて、スコットは「途方もない作業だったけど、ジョージとの仕事はとても楽しかった。音を重ねては没にして、重ねては没にして…そんなことを繰り返してやっと完成した。」と振り返っている。レコーディングには、エリック・クラプトン、ボビー・ウィットロック、カール・レイドル、ジム・ゴードン、ジム・プライスらが参加した。
またピッコロトランペットとオーボエも録音されたが、ミキシングの段階で外された。これについてハリスンは「今となっては目新しく聞こえるけど、曲の雰囲気に合わなくて使わなかった。」と語っている。2001年に発売された『オール・シングス・マスト・パス〜ニュー・センチュリー・エディション〜』では、この曲のインストゥルメンタル・ヴァージョンがボーナス・トラックとして収録され、そこではピッコロトランペットとオーボエも含まれている。

## 曲の構成
本作は、ハリスンによるファズを効かせた下降するギターリフから始まり、カール・レイドルによるベースとエリック・クラプトンによるリズムギターの後にジム・ゴードンによるドラムスが加わり、フルバンドのセクションに入るという構成になっている。ヴァースでは、ゴードンがモータウンサウンドを彷彿させるビートを刻んでいる。
コーラス部分では「私の気持ちをどう言っていいのかわからない／でも愛はいつだってあなたのためにある／教えて、あなたの愛なしの人生って何？／あなたのそばにいない私って誰？」というフレーズを繰り返している。このフレーズについて音楽評論家の間では、「（当時のハリスンの妻である）パティ・ボイドへ向けたもの」と見なす者や、「ロング・ロング・ロング」などハリスンが書いた多数の楽曲に見られるような神への賛歌と見なす者がいた。

## リリース
本作は、1970年11月27日に発売された3枚組LP盤『オール・シングス・マスト・パス』のB面1曲目に収録された。この当時よりアップル・レコードのアメリカ事業のマネジメントを担当していたアラン・スティックラーは、「シングルとして発売すれば、ヒットするのでは？」という可能性を示していた。
1971年1月15日にイギリスでシングル盤『マイ・スウィート・ロード』にB面曲として収録され、1971年2月15日にアメリカでB面に「アップル・スクラッフス」を収録してシングル・カットされた。アメリカで発売されたシングル盤は、3月末のBillboard Hot 100チャートで最高位10位を獲得し、キャッシュボックス誌が発表した音楽チャートでは最高位7位を獲得した。

## ミュージック・ビデオ
2014年にボックス・セット『アップル・イヤーズ 1968-75』を発売するにあたり、ハリスンの未亡人のオリビア・ハリスンとその息子のダーニ・ハリスンは、本作のミュージック・ビデオ・コンテストを開催した。優勝者には5000ドルの賞金が用意され、選出されたミュージック・ビデオは、公式のミュージック・ビデオとしてハリスンのYouTubeチャンネルで公開された。11月にオリビアとダーニの両名により、サンフランシスコ・バレエ団に在籍するエマ・ルビノウィッツとエステバン・ヘルナンデスによるパフォーマンス映像が優勝作品として選出された。

## 演奏
※出典
- ジョージ・ハリスン - ボーカル、リードギター、アコースティック・ギター、スライドギター、バッキング・ボーカル
- エリック・クラプトン - リズムギター
- ボビー・ウィットロック - オルガン
- カール・レイドル - ベース
- ジム・ゴードン - ドラム
- ジム・プライス - トランペット、管楽器編曲
- ボビー・キーズ - サクソフォーン
- ピート・ハム - アコースティック・ギター
- トム・エヴァンズ - アコースティック・ギター
- ジョーイ・モーランド（英語版） - アコースティック・ギター
- マイク・ギビンズ（英語版） - アコースティック・ギター
- ジョン・バラム（英語版） - ストリングス編曲

## チャート成績

### 週間チャート
| チャート (1971年)                       | 最高位 |
| --------------------------------------- | ------ |
| オーストラリア (Go-Set National Top 60) | 1      |
| オーストリア (Ö3 Austria Top 40)        | 5      |
| ベルギー (Ultratop 50 Flanders)         | 5      |
| ベルギー (Ultratop 50 Wallonia)         | 15     |
| Canada Top Singles (RPM)                | 3      |
| ドイツ (GfK Entertainment charts)       | 3      |
| イタリア (Discografia Internazionale)   | 9      |
| 日本 (オリコン)                         | 19     |
| オランダ (Single Top 100)               | 2      |
| ニュージーランド (Listener)             | 2      |
| ノルウェー (VG-lista)                   | 7      |
| 南アフリカ (Springbok Singles)          | 2      |
| スイス (Schweizer Hitparade)            | 1      |
| US Billboard Hot 100                    | 10     |
| US Hot 100 (Billboard)                  | 7      |
| US Record World Singles Chart           | 10     |

### 年間チャート
| チャート (1971年)         | 順位 |
| ------------------------- | ---- |
| Canada Top Singles (RPM)  | 41   |
| オランダ (Single Top 100) | 45   |
| US Cash Box               | 48   |

## カバー・バージョン
1971年にロニー・アルドリッチがアルバム『Love Story』で、本作をカバーした。同年にはザ・ベンチャーズもカバー・バージョンがアルバム『New Testament』に収録されて発表されたほか、ライホ・トリオのヴェイッコ・ライホとして知られるオリヴァーによるカバー・バージョン「Mikä Saa Ihmisen Elämään」がシングル盤として発表された。
1972年にオリビア・ニュートン＝ジョンが本作のカバー・バージョンを発表した。オリビア・ニュートン＝ジョンによるカバー・バージョンは、1972年3月11日付の全英シングルチャートで初登場47位を獲得した後に、4月8日付の同チャートで最高位16位を獲得した。後に発表されたコンピレーション・アルバム『オリビア・ニュートン・ジョン・スーパー・ベスト 1971-1992』（1992年）や『オリビア〜ベスト・オブ・オリビア・ニュートン・ジョン』（2002年）にも収録された。
1992年にニコラ・シルキスによるカバー・バージョンがアルバム『Dans La Lune ...』に収録されて発表された。
1999年にショーン・マリンズによるカバー・バージョンがシングル盤として発表され、映画『ビッグ・ダディ』のエンディングテーマとして使用された。
2002年に発売されたトリビュート・アルバム『Gentle Guitar Dreams』でザ・コレクターズによってカバーされ、2003年に発売されたトリビュート・アルバム『George Harrison Remembered: A Touch of Class』でジョゼフ・ブレズニカルによってカバーされた。その後、2004年にニール・モーズ、2005年にレス・フラドキンによってカバーされた。

## メディアでの使用

### 映画
- グッドフェローズ（1990年）
- パッチ・アダムス トゥルー・ストーリー（1998年）
- お家をさがそう（2009年）
- バトル・オブ・ザ・セクシーズ（2017年）
- インスタント・ファミリー 〜本当の家族見つけました〜（2018年）